# Bascha Mika

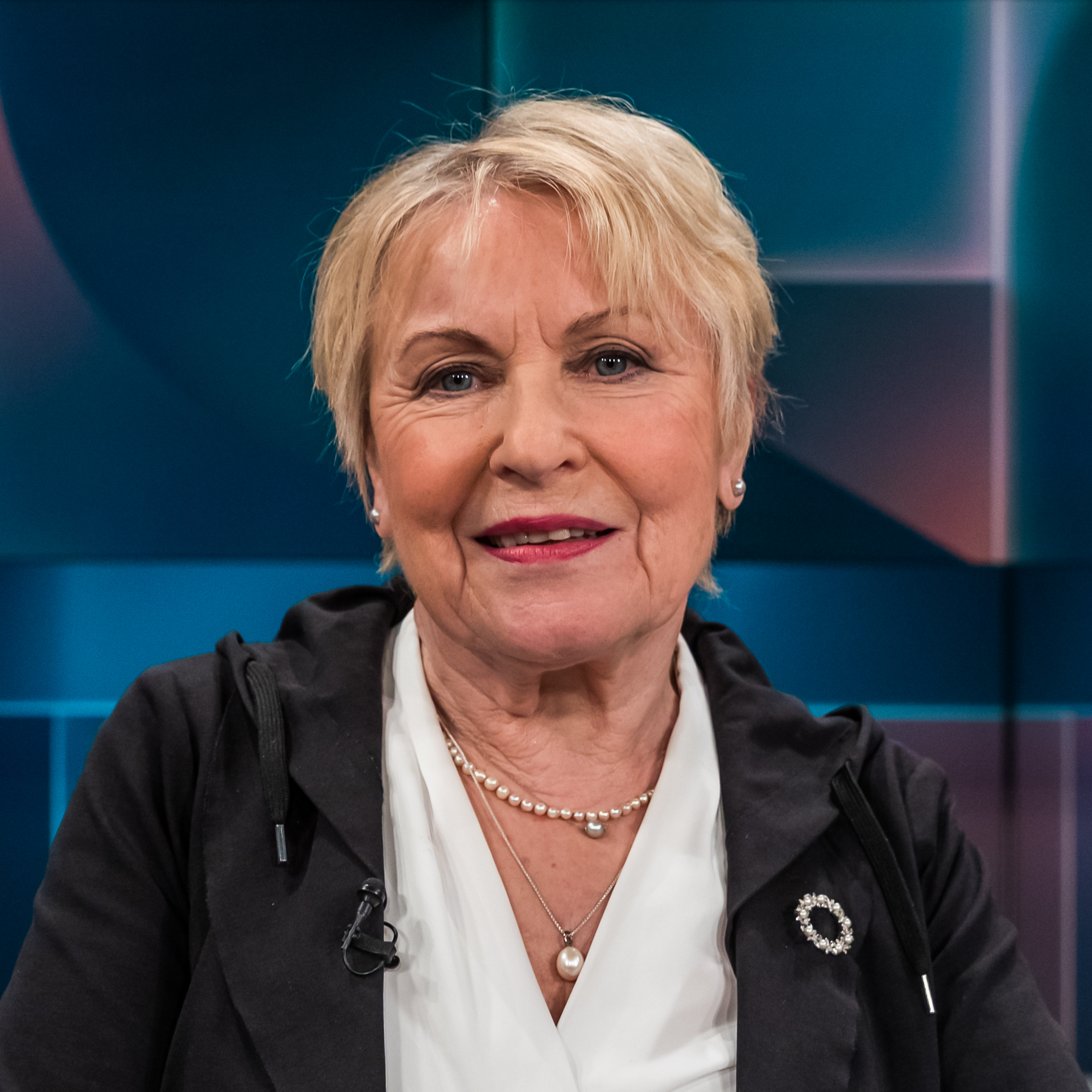
Bascha Mika (2025)

Bascha Mika (* 17. Januar 1954 in Komprachcice, Polen, als Barbara Anna Mika) ist eine deutsche Journalistin und Publizistin. Sie war von 1998 bis 2009 Chefredakteurin der taz und von 2014 bis 2020 der Frankfurter Rundschau.

## Leben
Mika wurde 1954 in Komprachcice (ehemals Comprachtschütz) in der Nähe von Opole (Oppeln) in Polen geboren und zog 1959 mit ihrer Familie nach Aachen. Nach einer Berufsausbildung als Bankkauffrau absolvierte sie das Abitur und studierte Philosophie, Germanistik und Ethnologie an der Rheinischen Friedrich-Wilhelms-Universität Bonn und der Philipps-Universität Marburg. Bereits während des Studiums arbeitete sie als freie Journalistin beim Hörfunk und mehreren Zeitungen, bevor sie den Journalismus mit Anfang dreißig zu ihrem Hauptberuf machte.
Im Jahr 1988 wurde Mika Nachrichtenredakteurin und anschließend Reporterin der Tageszeitung taz in Berlin. 1998 trat sie in deren Chefredaktion ein und war von 1999 bis 2009 alleinige Chefredakteurin mit zwei Stellvertretern. In dieser Zeit war sie die einzige Frau an der Spitze einer überregionalen deutschen Tageszeitung.
Mikas 1998 erschienene Biografie über Alice Schwarzer löste eine öffentliche Kontroverse aus, da darin ein ambivalentes Psychogramm Schwarzers gezeichnet wird. Einerseits würdigt Mika die Verdienste Schwarzers um die Frauenbewegung, andererseits unterstellt sie Schwarzer eine „Verachtung von Frauen“ und die „Abwehr gegen das eigene Geschlecht“. Schwarzers Verhalten sei daher frauenfeindlich.
Seit 2007 ist Mika Honorarprofessorin an der Universität der Künste Berlin. Bis März 2014 war sie zusammen mit Carsten Großeholz, ihrem Lebensgefährten, Leiterin des Studiengangs Kulturjournalismus.
Vom 1. April 2014 bis zum 31. März 2020 war Mika eine der beiden Chefredakteure der Frankfurter Rundschau – bis zum 1. März 2019 gemeinsam mit Arnd Festerling., danach zusammen mit Thomas Kaspar.

## Mitgliedschaften
Von 2003 bis 2009 war Mika Mitglied des Medienrates der Medienanstalt Berlin-Brandenburg. Sie sitzt zudem im Kuratorium von Journalists Network. Im Januar 2018 wurde Mika in den Stiftungsrat für den Friedenspreis des Deutschen Buchhandels berufen. Darüber hinaus ist Bascha Mika Mitglied im Kuratorium der Taz Panter Stiftung.

## Auszeichnungen
- 1994: Emma-Journalistinnen-Preis
- 2012: Luise-Büchner-Preis für Publizistik
- 2017: Hedwig-Dohm-Urkunde
- 2019: Hessischer Journalistenpreis für ihr bisheriges Lebenswerk
- 2020: Medium Magazin – Auszeichnung für ihr Lebenswerk[12]

## Schriften
- Alice Schwarzer. Eine kritische Biografie. Rowohlt, Reinbek 1998; Taschenbuch ebd. 1999, ISBN 3-499-60778-6.
- Die Feigheit der Frauen. Rollenfallen und Geiselmentalität. Eine Streitschrift wider den Selbstbetrug. Bertelsmann, München 2011; Goldmann, München 2012, ISBN 978-3-442-15720-4.[13]
- Mutprobe. Frauen und das höllische Spiel mit dem Älterwerden. Bertelsmann, München 2014, ISBN 978-3-570-10170-4.
- mit Arnd Festerling: Freiheit. Wo unsere Freiheit beginnt und wer sie bedroht. Societäts-Verlag, Frankfurt am Main 2016, ISBN 978-3-95542-238-7.